# 北山亘基
北山 亘基（きたやま こうき、1999年4月10日 - ）は、京都府北桑田郡京北町（現：京都市右京区）出身のプロ野球選手（投手）。右投右打。北海道日本ハムファイターズ所属。

## 経歴

### プロ入り前
京都市立京北第一小学校（現・京都市立京都京北小中学校）3年生のときに、地元の少年野球チームである京北ファースト少年野球クラブで野球を始めた。京都市立周山中学校（現・京都市立京都京北小中学校）では軟式野球部に所属。
京都成章高等学校に進学すると、1年夏からベンチ入り。2年夏からは背番号1を背負い、新チームでは主将に就任。3年夏はエース兼主将として、同校19年ぶりとなる甲子園出場へ導いた。甲子園初戦（2回戦）の神村学園戦では、8回まで毎回の11奪三振と好投したが、チームは2-3でサヨナラ負け。高校時代の最速は146km/hであり、プロ野球志望届を提出するも、2017年度ドラフト会議では指名漏れとなった。
その後、京都産業大学経済学部に進学。平野佳寿らを育てた勝村法彦監督の指導を受け、関西六大学野球リーグでは1年春からベンチ入り。1年秋のリーグ戦では抑えのエースとして9試合に登板し、防御率0.96を記録してチームの優勝に貢献した。2年春のリーグ戦では平古場賞（新人賞）を獲得。最終学年を迎えるとチームの主将に任命され、4年春のリーグ戦では開幕から2試合連続完封勝利を挙げるなど、リーグトップの59回1/3を投げて69奪三振を記録し、最優秀投手賞を獲得した。4年秋のリーグ戦では自己最速の153km/hを計測。大学4年間ではリーグ通算14勝を挙げた。
2021年10月11日に行われたドラフト会議にて、北海道日本ハムファイターズから8位指名を受けた。12球団全体では77人中76番目の指名、ドラフト会議開始からは2時間以上が経過しており、2度目の指名漏れが頭をよぎったこともあって、控え室や会見では涙を流した。11月15日に契約金2000万円・年俸700万円（いずれも金額は推定）で仮契約を結んだ。背番号は57。

### 日本ハム時代
2022年は春季キャンプを二軍でスタートしたが、視察に訪れた新庄剛志監督は北山がブルペンで投じたストレート3球を見て、「明日から（一軍へ）行こう」と第2クールから一軍へ合流。オープン戦初登板となった3月3日の東京ヤクルトスワローズ戦で自己最速の156km/hを計測するなど、オープン戦では中継ぎとして5試合・6イニングを投げ、無四球13奪三振無失点。開幕2日前の3月23日に新庄監督は自身のインスタグラムにて、北山を開幕投手に抜擢したことを発表した。福岡ソフトバンクホークスとの開幕戦でオープナーの一番手としてプロ初登板初先発となり、2回47球2安打3四球1奪三振無失点という内容で降板。後続が失点したことでチームは敗戦を喫したものの、自身はオープナーとしての役割を全うした。その後は3月31日の埼玉西武ライオンズ戦で、4点リードの9回表に中5日でリリーフ登板して1イニングを無失点に抑えると、その後もクローザーを任され、4月6日の千葉ロッテマリーンズ戦でプロ初勝利、同12日の西武戦ではプロ初セーブを記録。ドラフト8位指名以下の新人投手がセーブを挙げるのは史上初であった。5月24・25日のヤクルト戦では、星野仙一以来44年ぶりとなる2試合連続サヨナラ被本塁打を喫したが、26日の同カードでも4点リードの延長10回裏から登板し、プロ初の3連投。登板直前には新庄監督から直々に激励され、1点を失いながらも投じた23球全てがストレートという気持ちのこもった投球で試合を締め、試合後には涙を流した。その後は自身の不調に加え、石川直也の復帰や伊藤大海のクローザーテストなど、様々なチーム事情が絡んで流動的な起用法となり、ルーキーイヤーはシーズンを通して一軍に帯同し、チーム最多の55試合に登板。3勝5敗16ホールド9セーブ・防御率3.51という成績を残し、オフに2000万円増となる推定年俸2700万円で契約を更改した。
2023年はリリーフとして開幕を一軍で迎えるも、オープン戦では6イニングで5四球。開幕後も制球に苦しむ投球が続くと、先発陣が手薄なチーム事情と建山義紀投手コーチの猛プッシュがあり、北山の先発転向が決定し、調整のために4月13日に出場選手登録を抹消された。抹消後は一軍の先発事情がさらに悪化したこともあって、二軍戦で2試合に先発したのみで、5月4日の西武戦で前年開幕戦以来の先発マウンドに登板。調整が不十分だったことを考慮され、75球で降板となったものの、6回無安打2四球5奪三振無失点の好投で先発初勝利・シーズン初勝利を挙げた。その後は先発ローテーションを回り、6月4日の読売ジャイアンツ戦では8番・投手で先発出場し、7回3失点でシーズン3勝目。また、2回表のプロ初打席でプロ初安打初打点となる適時打を放つと、6回表の第3打席でも適時打を放ち、2安打2打点と“二刀流”の活躍を見せた。6月18日の中日ドラゴンズ戦でも6回2/3を無失点の好投で勝利投手。試合後には、調整を理由とした一時的な二軍行きが決定し、同20日に出場選手登録を抹消されたものの、7月2日のオリックス・バファローズ戦に先発し、6回1/3を3失点で勝利投手となった。しかし、その後は不安定な投球が続き、8月3日のロッテ戦では4回2/3を6安打2四球5失点という内容で敗戦投手となり、試合後には二軍再調整が決定した。二軍戦でも乱調が続くと、3週間ほど実戦から離れ、9月10日の二軍戦で実戦復帰。再調整後の一軍登板は果たせなかったものの、この年は14試合（11先発）の登板で6勝5敗・防御率3.41を記録した。オフに600万円増となる推定年俸3300万円で契約を更改した。
2024年は無走者時の投球フォームをノーワインドアップ投法に変更し、自身初めて開幕ローテーションに入り、4月2日の東北楽天ゴールデンイーグルス戦でシーズン初登板初先発。7回一死まで完全投球を披露し、6回1/3を1失点でシーズン初勝利を挙げた。同20日のロッテ戦では9回4安打2四死球7奪三振無失点の内容でプロ初完投初完封勝利。ただ、5月は2先発で1勝1敗ながら、計8イニングで10安打5四死球9失点と調子を落とし、5月16日に出場選手登録を抹消された。6月4日の広島東洋カープ戦で約3週間ぶりの一軍先発登板となり、5回無失点で4勝目を挙げたものの、「投げたあとに多少の違和感はあったんですけど、翌日のリカバリー時にサンダルを履いたら急に〝パキッ〟って音がして」「〝パキッ〟といってからは歩くのも痛くて」と6月7日に札幌市内の病院で検査を受けたところ、左第3趾中足骨疲労骨折と診断され、同日付で登録抹消。7月18日の二軍戦で実戦復帰、8月16日のオリックス戦で一軍復帰を果たし、シーズン終盤まで先発ローテーションを回った。シーズン最終登板となった10月5日の楽天戦ではCSに向けてリリーフ登板し、この年は14試合（13先発）の登板で5勝1敗1ホールド・防御率2.31を記録。ポストシーズンでは、ロッテとのCSファーストステージ第3戦に先発し、4回2/3を2失点で勝敗は付かなかった。シーズン終了後には第3回プレミア12（詳細後述）へ出場し、オフに1300万円増となる推定年俸4600万円で契約を更改した。
2025年も開幕ローテーション入りを果たした。先発陣が豊富なことから、チームの投手運用で投げ抹消が3度ありながらも、7月6日終了時点では11試合に先発登板。1失点完投負けが2度あったなど、好投しながらも白星に恵まれない登板が多く、5勝3敗であったが、リーグトップの防御率1.15を記録し、翌7日に監督選抜でオールスターに初選出。球宴第1戦で3番手として6回表から登板し、自己最速タイの157km/hを計測するなど、2イニング完全投球で敢闘選手賞を受賞した。8月4日、背番号を15に変更することが発表された。

## 代表経歴

### 第3回プレミア12
2024年10月9日、第3回プレミア12の日本代表に選出されたことが発表された。同大会では中継ぎとしてフル回転し、4試合の登板で1勝0敗・防御率3.86を記録した。

## 選手としての特徴
プロ入り当時の一軍監督であった新庄剛志が「初速と終速の球速差が少ない」と評した最速156km/hのストレートが武器。変化球はスライダー・ナックルカーブ・フォーク・チェンジアップを投じる。
憧れの投手として、藤川球児の名前を挙げている。

## 人物・エピソード
本やインターネットを利用して野球以外の分野も含め、様々な知識を蓄える。知識の豊富さから、日本ハム入団後の愛称は「教授」。本は練習のない時に月3冊程度読み、日本ハムとの仮契約時点ではオンラインサロンに4個入会している。情報の取捨選択をする力はある方だと自負する。
自重トレーニングを大学時代から取り入れていたが、「プロに入って若いうちに、いろんなものを見ようと思った。トレーニングやコンディショニングの考え方について本もいっぱい読みました。そういった知識がない中で、こうだって決めつけるんじゃなくて、いろいろと知った上で、経験した上で、これじゃないかって絞っていく方が絶対に強いと思った。2年目までは、そういう期間にするって自分で決めてプロに入ったんです」とプロ入りから2年間はあえて様々なトレーニングに挑戦。2年目はウエイトトレーニングを取り入れて夏場以降調子を落としたものの、「この界隈で言われているトレーニングは僕全部やりました。人体実験」と笑った。実際に経験した結果、「わざわざ“外付け”でやる必要がなくて、自分が今やっていることに落とし込んでやれば、同じ効果になるのが分かったんで、意識としてそこだけちゃんとやれば、全然問題なく補えると思ったんで」と自重トレーニングに戻す結論に至った。
大学時代は、取材したメディアの担当者に対してお礼のメールを律儀に送る人柄だった。「取材に来てもらえるのは当たり前じゃないと思っている」ためのもので、プロ入り後も「全員にお礼を送るのは難しいかもしれませんが、感謝の気持ちは伝えたいです」と話している。

## 詳細情報

### 年度別投手成績
| 年 度     | 球 団     | 登 板 | 先 発 | 完 投 | 完 封 | 無 四 球 | 勝 利 | 敗 戦 | セ 丨 ブ | ホ 丨 ル ド | 勝 率 | 打 者 | 投 球 回 | 被 安 打 | 被 本 塁 打 | 与 四 球 | 敬 遠 | 与 死 球 | 奪 三 振 | 暴 投 | ボ 丨 ク | 失 点 | 自 責 点 | 防 御 率 | W H I P |
| --------- | --------- | ----- | ----- | ----- | ----- | -------- | ----- | ----- | -------- | ----------- | ----- | ----- | -------- | -------- | ----------- | -------- | ----- | -------- | -------- | ----- | -------- | ----- | -------- | -------- | ------- |
| 2022      | 日本ハム  | 55    | 1     | 0     | 0     | 0        | 3     | 5     | 9        | 16          | .375  | 219   | 51.1     | 37       | 3           | 28       | 1     | 4        | 58       | 1     | 1        | 21    | 20       | 3.51     | 1.27    |
| 2023      | 日本ハム  | 14    | 11    | 0     | 0     | 0        | 6     | 5     | 0        | 0           | .545  | 273   | 66.0     | 49       | 9           | 34       | 1     | 0        | 58       | 1     | 2        | 26    | 25       | 3.41     | 1.26    |
| 2024      | 日本ハム  | 14    | 13    | 1     | 1     | 0        | 5     | 1     | 0        | 1           | .833  | 320   | 81.2     | 52       | 5           | 28       | 0     | 5        | 87       | 1     | 0        | 22    | 21       | 2.31     | 0.98    |
| 通算：3年 | 通算：3年 | 83    | 24    | 1     | 1     | 0        | 14    | 11    | 9        | 17          | .560  | 812   | 199.0    | 138      | 17          | 90       | 2     | 9        | 203      | 3     | 3        | 69    | 66       | 2.98     | 1.15    |

- 2024年度シーズン終了時
- 各年度の太字はリーグ最多

### 年度別守備成績
| 年 度 | 球 団    | 投手  | 投手  | 投手  | 投手  | 投手  | 投手     |
| 年 度 | 球 団    | 試 合 | 刺 殺 | 補 殺 | 失 策 | 併 殺 | 守 備 率 |
| ----- | -------- | ----- | ----- | ----- | ----- | ----- | -------- |
| 2022  | 日本ハム | 55    | 0     | 8     | 1     | 0     | .889     |
| 2023  | 日本ハム | 14    | 2     | 8     | 0     | 0     | 1.000    |
| 2024  | 日本ハム | 14    | 6     | 7     | 0     | 0     | 1.000    |
| 通算  | 通算     | 83    | 8     | 23    | 1     | 0     | .969     |

- 2024年度シーズン終了時

### 表彰
- オールスターゲーム敢闘選手賞：1回（2025年第1戦[101]）

### 記録
初記録
投手記録
- 初登板・初先発登板：2022年3月25日、対福岡ソフトバンクホークス1回戦（福岡PayPayドーム）、2回無失点で勝敗つかず[33]
- 初奪三振：同上、1回裏にジュリスベル・グラシアルから見逃し三振[33]
- 初ホールド：2022年4月3日、対オリックス・バファローズ3回戦（京セラドーム大阪）、7回裏に2番手で救援登板、1回無失点
- 初勝利：2022年4月6日、対千葉ロッテマリーンズ2回戦（札幌ドーム）、9回表に4番手で救援登板・完了、1回無失点[35]
- 初セーブ：2022年4月12日、対埼玉西武ライオンズ4回戦（ベルーナドーム）、9回裏に4番手で救援登板・完了、1回無失点[36]
- 初先発勝利：2023年5月4日、対埼玉西武ライオンズ6回戦（ベルーナドーム）、6回無安打無失点[54]
- 初完投勝利・初完封勝利：2024年4月20日、対千葉ロッテマリーンズ5回戦（エスコンフィールドHOKKAIDO）、9回4安打無失点7奪三振[74]

打撃記録
- 初打席・初安打・初打点：2023年6月4日、対読売ジャイアンツ3回戦（東京ドーム）、2回表に松井颯から左前適時打[115]

その他の記録
- 開幕投手：1回（2022年）※新人で開幕投手を務めたのは、ドラフト制以降では史上14人目[29]
- オールスターゲーム出場：1回（2025年）

### 背番号
- 57（2022年 - 2025年8月3日）
- 15（2025年8月4日 - ）

### 登場曲
- 「Believer」Imagine Dragons（2022年 - ）

### 代表歴
- 2024 WBSCプレミア12 日本代表